# سجن سونغاي بولو
سجن سونغاي بولو هو مجمع سجون يقع في سيلايانغ، سلانغور، ماليزيا، يعد أكبر مجمع سجون في ماليزيا. بدأ بناؤه في 1992 وانتهى في أكتوبر 1996، تم افتتاحه رسمياً في نوفمبر 1996 ليحل محل سجن بودو في كوالالمبور. يشمل السجن 28 مبنى سكنياً متوسط الإرتفاع يتكون كل منها من 5 طوابق، بارتفاع 21.5 متراً ( 71 قدماً)، ويشمل 560 وحدة سكنية. كما يحتوي على ملعب وقاعات. تم الانتهاء من مجمع السكن في 1997.
بدأ تجديد السجن في 22 يوليو 2023، ومن المتوقع أن يتم الانتهاء من التجديد بنهاية عام 2023.

## سجناء بارزون
- أنور إبراهيم، هو سياسي ماليزي حكم عليه بالسجن بتهم الفساد والإعتداء الجنسي من عام 1998 إلى 2004 ومن 2015 إلى 2018.[2]

## تجديده
أمر رئيس الوزراء داتوك سري أنور إبراهيم بتسريع عملية تجديد مباني سجن سونغاي بولو لضمان الإنتهاء منها بحلول نهاية عام 2023، وقال إنه تم طلب من أمين عام وزارة الداخلية تسريع عملية التجديد لهذا الغرض. بدأت أعمال التجديد في 22 يوليو 2023، ومن المتوقع أن تكتمل بحلول نهاية عام 2023.